# Michał Haratyk
Michał Haratyk (Cieszyn, 10 de abril de 1992) es un deportista polaco que compite en atletismo, especialista en la prueba de lanzamiento de peso.
Ganó tres medallas en el Campeonato Europeo de Atletismo entre los años 2016 y 2024, y dos medallas en el Campeonato Europeo de Atletismo en Pista Cubierta, oro en 2019 y plata en 2021.

## Palmarés internacional
| Campeonato Europeo                   | Campeonato Europeo       | Campeonato Europeo | Campeonato Europeo |
| Año                                  | Lugar                    | Medalla            | Prueba             |
| ------------------------------------ | ------------------------ | ------------------ | ------------------ |
| 2016                                 | Ámsterdam (Países Bajos) | Medalla de plata   | Peso               |
| 2018                                 | Berlín (Alemania)        | Medalla de oro     | Peso               |
| 2024                                 | Roma (Italia)            | Medalla de bronce  | Peso               |
| Campeonato Europeo en Pista Cubierta |                          |                    |                    |
| Año                                  | Lugar                    | Medalla            | Prueba             |
| 2019                                 | Glasgow (Reino Unido)    | Medalla de oro     | Peso               |
| 2021                                 | Toruń (Polonia)          | Medalla de plata   | Peso               |